# Ламбет (боро Лондона)
Ло́ндонский бо́ро Ла́мбет (англ. London Borough of Lambeth, произношениео файле) — один из 32 лондонских боро, находится во внутреннем Лондоне на южном берегу Темзы, вверх по течению от Саутварка, напротив Вестминстерского дворца. С Миллбанком его соединяет Ламбетский мост, а с Вестминстером — мост Ватерлоо, а на набережной стоит одноимённый вокзал, откуда отходят поезда в Европу. Отсюда происходит неформальное название Ламбета — Ватерлоо (англ. Waterloo).

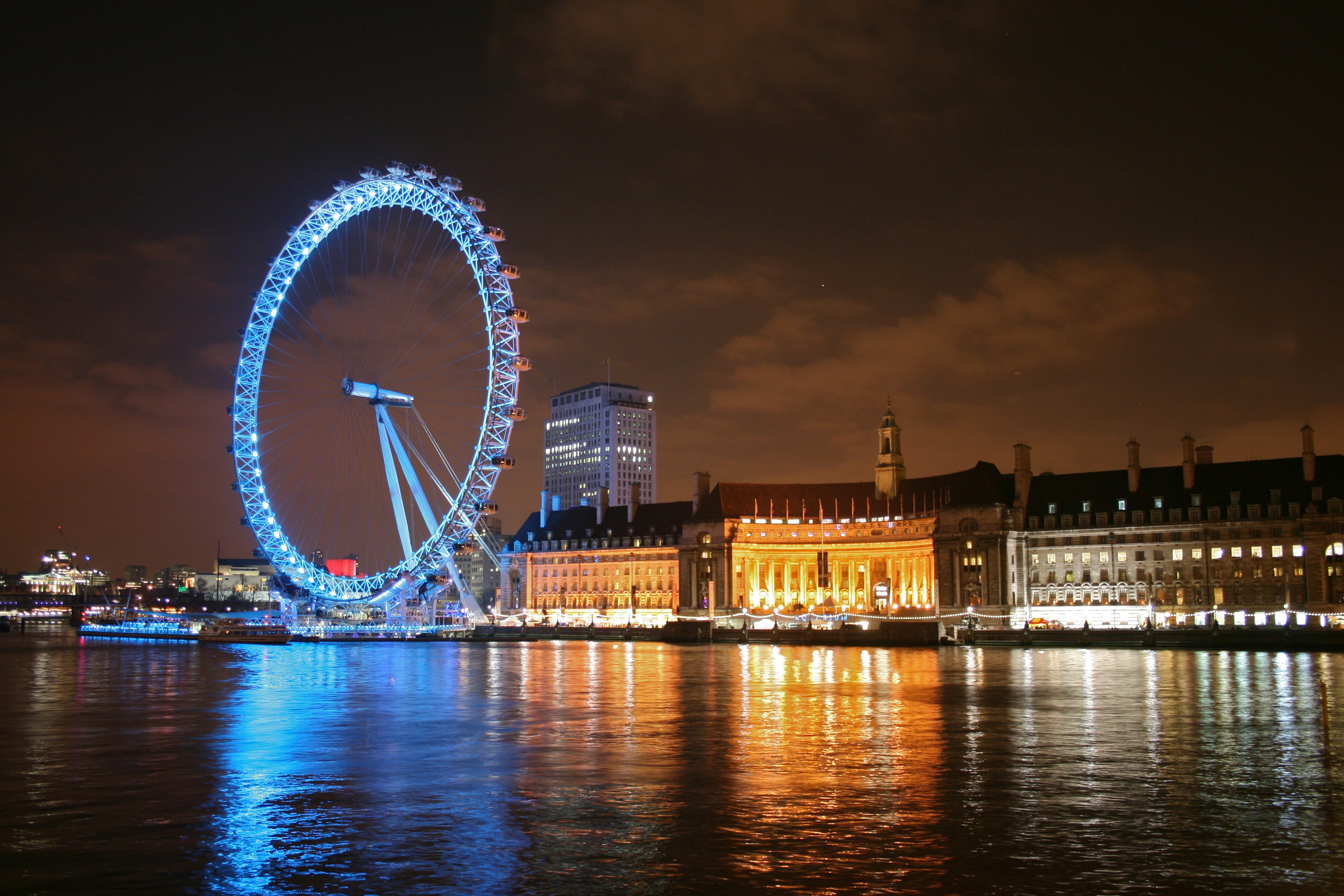
Ночной Ламбет

## История
История Ламбета тесно переплетена с именами архиепископов Кентерберийских — здесь расположена их главная резиденция, Ламбетский дворец. До 1889 года Ламбет как деревня в составе графства Суррей находился за чертой города.
Район был сформирован в 1965 году, при образовании Большого Лондона, слиянием района Ламбет и части района Уондсуэрт.

## Население
По данным переписи 2011 года, в Ламбете проживало 304 500 человек. Из них 18 % составили дети (до 15 лет), 73 % — лица трудоспособного возраста (от 16 до 64 лет) и 9 % — лица пожилого возраста (65 лет и выше).

### Этнический состав
Основные этнические группы, согласно переписи 2007 года:
65,7 % — белые, в том числе 54,0 % — белые британцы, 2,7 % — белые ирландцы и 9,0 % — другие белые (португальцы, поляки, французы, австралийцы, евреи);
21,6 % — чёрные, в том числе 10,2 % — чёрные карибцы (ямайцы), 9,6 % — чёрные африканцы (нигерийцы, ганцы, сомалийцы, танзанийцы, ивуарийцы) и 1,8 % — другие чёрные (бразильцы);
4,4 % — выходцы из Южной Азии, в том числе 2,3 % — индийцы, 1,1 % — пакистанцы и 1,0 % — бенгальцы;
4,6 % — метисы, в том числе 1,8 % — чёрные карибцы, смешавшиеся с белыми, 0,9 — азиаты, смешавшиеся с белыми, 0,7 % — чёрные африканцы, смешавшиеся с белыми и 1,2 % — другие метисы;
1,3 % — китайцы;
0,9 % — другие азиаты (турки, иракцы, афганцы, вьетнамцы);
1,3 % — другие (колумбийцы, эквадорцы, боливийцы, алжирцы, марокканцы).

### Религия
Статистические данные по религии в боро на 2011 год:
| Религия      | Ламбет % | Лондон % | Англия % |
| ------------ | -------- | -------- | -------- |
| Христианство | 53,1     | 48,4     | 59,4     |
| Ислам        | 7,1      | 12,4     | 5,0      |
| Индуизм      | 1,0      | 5,0      | 1,5      |
| Буддизм      | 1,0      | 1,0      | 0,5      |
| Иудаизм      | 0,4      | 1,8      | 0,5      |
| Сикхизм      | 0,1      | 1,5      | 0,8      |
| Другие       | 0,6      | 0,6      | 0,4      |
| Нет религии  | 28,0     | 20,7     | 24,7     |
| Не указана   | 8,7      | 8,5      | 8,4      |

## Административное деление
(с севера на юг)
Лондонский боро Ламбет полностью включает в себя районы:
- Ламбет
- Воксхолл
- Кеннингтон
- Саут-Ламбет
- Стоквелл
- Брикстон

А также включает большие части:
- Клапем
- Балем
- Стретем
- Норвуд

## Достопримечательности
Широкую известность получили здешние парки для гуляний — в Кеннингтоне (с 1724 года здесь проводятся крикетные матчи) и Воксхолл (от него происходит русское слово «вокзал»).

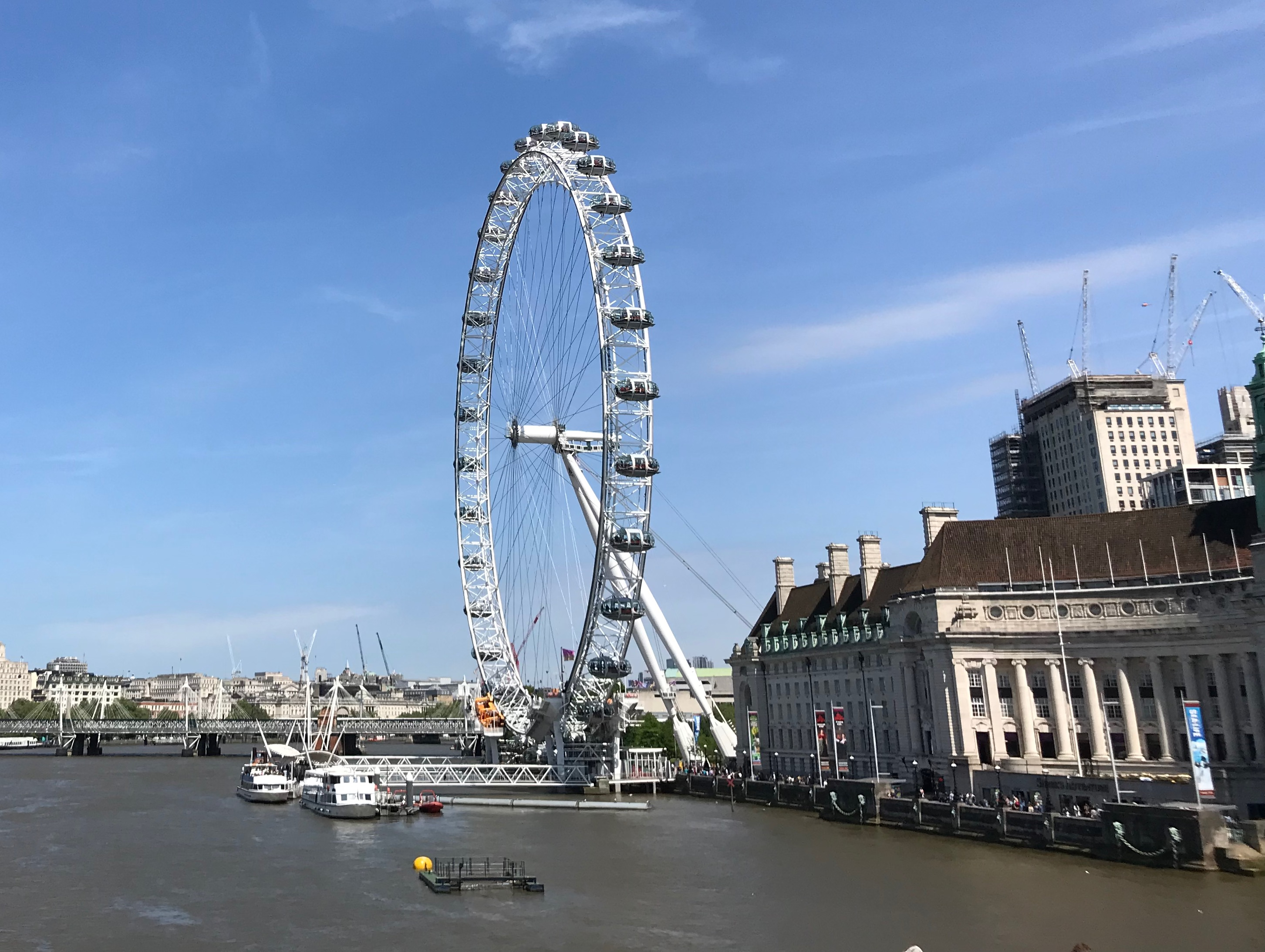
Лондонский глаз

Помимо помпезного административного комплекса Каунти-холл и исторической больницы св. Фомы, в число достопримечательностей Ламбета входят Королевский фестивальный зал 1951 года постройки, Королевский национальный театр спорной бруталистской архитектуры (король Карл III называет его «бесформенной грудой бетона» и «атомной станцией в центре Лондона») и гигантское колесо обозрения «Лондонский глаз».